# Kasteel 's-Herenanstel
Het Kasteel 's-Herenanstel was een kasteel in Kerkrade, gelegen nabij de Anstelerbeek te Ham.
Het kasteel werd gebouwd door Meinerus van Anstelen. Rond 1330 raakte de familie Van Anstel een kasteel - vermoedelijk Erenstein - kwijt aan Willem Nase, die hun schuldeiser was. De familie Nase woonde toen op een kasteel dat hierna de naam 's-Herenanstel kreeg. Ook de familienaam wijzigde in Van Anstel.
Deze familie bleef tot omstreeks 1550 eigenaar van het kasteel. Jan van Berghe-Trips kocht het kasteel met de laathof aan. Zijn nazaten verkochten het in 1762 aan de Abdij Rolduc.
De Franse bezetters onteigenden het kasteel in 1792 en verkochten het in 1797 aan kanunnik Schiebach, en vervolgens kwam het in bezit van Johan Houben, die het in 1875 verkocht aan de Zusters Elisabethinnen. Het bouwvallige kasteel werd in 1876 gesloopt en in 1877 werd het klooster Elisabethstift op deze plaats ingewijd.